# لورا بيرن
لورا بيرن (بالإنجليزية: Laura Birn)‏ هي ممثلة فنلندية ولدت في 25 أبريل 1981.تجيد التحدث باللغة الفنلندية، النرويجية، الإنجليزية، الإسبانية والبرتغالية.

## وصلات خارجية
- لورا بيرن على موقع IMDb (الإنجليزية)
- لورا بيرن على موقع ميوزك برينز (الإنجليزية)
- لورا بيرن على موقع ديسكوغز (الإنجليزية)
- لورا بيرن على موقع قاعدة بيانات الفيلم (الإنجليزية)